# Katie Stuart
Katherine Anne Stuart, detta Katie (Vancouver, 22 marzo 1985), è un'attrice canadese.

## Biografia
Nata a Vancouver, nella Columbia Britannica canadese, Katie Stuart ha un fratello minore, Ted.

## Filmografia

### Film
- Color Me Perfect - film TV (1996)
- Trappola di ghiaccio - film TV (1997)
- Intensity - film (1997)
- Masterminds - La guerra dei geni (1997)
- Atomic Dog - film TV (1998)
- L'estate delle scimmie (Summer of the Monkeys), regia di Michael Anderson (1998)
- Brotherhood of Murder - film TV (1999)
- L'epicentro (2000)
- Trapped - film TV (2001)
- Speak - cortometraggio (2001)
- Too Young to Be a Dad - film TV (2002)
- X-Men 2 (2003)
- Viaggio nel mondo che non c'è - film TV (2003)
- 14 Hours - film TV (2005)
- 4 amiche e un paio di jeans (2005)
- Spirit Bear: The Simon Jackson Story - film TV (2005)
- Augusta, Gone - film TV (2006)
- She's the Man (2006)
- 17 anni (e come uscirne vivi) (The Edge of Seventeen), regia di Kelly Fremon Craig (2016)

### Serie televisive
- Poltergeist (Poltergeist: The Legacy) - serie TV, episodio Revelations (1996)[2]
- Sentinel - serie TV, episodio Private Eyes (1997)
- Stargate SG-1 - serie TV, episodi "Il cavallo di Troia" e "Il sicario" (1997-1998)
- Oltre i limiti - serie TV, episodio "Lithia" (1998)
- Il corvo - serie TV, 22 episodi (1998-1999)
- The Magician's House - serie TV (1999)
- Mysterious Ways - serie TV, episodio "Crazy" (2000)
- The Magician's House II - cortometraggio TV (2000)
- Dead Like Me - serie TV, episodio "Last Call" (2004)
- Three Moons Over Milford - serie TV, episodi: "Shoot the Moon", "Moostruck" (2006)
- Exes & Ohs - serie TV, episodi: "What Goes Around", "Pole Dancing and Other Forms of Therapy" (2007)
- The L Word - serie TV, episodi: "LMFAO", "Last Couple Standing" (2009)
- The 100 - serie TV, 15 episodi (2014-2016)